# 希志あいの
希志 あいの（きし あいの、1988年2月1日 - ）は、日本のタレント、元AV女優、元グラビアアイドル。
東京都出身。Duoエンターテイメント所属。実妹は元タレントの紗希せりか。

## 経歴
2007年3月16日発売の雑誌『ヤングガンガン』でグラビアデビュー。2本のイメージビデオと、1冊の写真集を発売。写真集は、書泉ブックマートの週間ランキングで1位を記録した。
2007年11月、AVデビューの噂が流れ、同年12月12日付の東京スポーツでAVデビューが報じられた。公式ブログで、2007年11月時点では否定したが、2008年2月にデビュー予定を認めた。グラビアデビューから1年も経たない短い間での転身は、当時は極めて異例であった。
『FLASH』2007年12月25日号の袋とじでヘアヌードを披露。2008年2月22日、ジャパンホームビデオとMAX-Aの2社専属女優として「現役アイドルユニットメンバー 希志あいのデビュー」でAVデビュー。タイトルはアイドルユニット「ハーフムーン」に参加していたことが由来である。
2010年2月1日、アイデアポケットからセルデビュー。同年4月から『ちょいとマスカット!』（テレビ東京）以降のおねマスシリーズに出演している。
2011年3月、おねマスで共演している横山美雪、希崎ジェシカと共にCD「そばにいてね」をリリース。
アダルトビデオ30周年記念企画（AV30）として2012年1月5日から2月29日まで行われた人気投票で28位に選ばれた。
2012年3月7日放送で、2代目恵比寿マスカッツリーダーの麻美ゆまが任期満了に伴い、リーダーを退任したため新しい3代目のリーダーに麻美、スタッフの総意によって選任されて就任した。
2015年5月4日のDMM.R18アダルトアワードにて、2015年12月に引退することを発表。12月、最後のイベントにはかすみ果穂や麻美ゆまが駆けつけた。
2016年4月29日、「かすみ果穂を贈る会（引退イベント）」の2次会に駆けつけた。
引退後も事務所に籍を置いており、2016年5月、業界の役に立てるのならとDMMアダルトアワード2016のMCを引き受け、半年ぶりに公の場に出る。

## 人物・エピソード
- AVデビューする事を両親に話した時はあまりいい印象は持たれなかったものの、「あいのがあいのでなくならなければそれでいい」と許してくれた。そのため父と母には頭があがらないという[9]。
- 初体験は、高校1年生のクリスマス[9]。
- 趣味は油絵、風呂、買い物、リネージュII。特技は、器械体操[1]。
- 2012年、男装してキシオ君としてイベントが開催されたことがある[10]。男前な性格をしている為、「きっしゃんの恋文」という番組名になりかけたが、いくらなんでもと断ったのであいの恋文になった。
- 果物アレルギーがあると語っており、食べられない果物として苺・りんご・キウイ・梨・パイン・桃・さくらんぼを挙げている。逆に食べられる果物としてはバナナ・柑橘類・ブドウ類・メロン・スイカ・柿を挙げている[11]。

## 映像作品

### イメージビデオ
- 天使のうふふ（2007年6月25日、Air control）
- あいのメモリー（2007年9月21日、竹書房）
- ルーキー（2008年6月27日、オルスタックピクチャーズ） - ヘアヌード
- 妄想X S級女優の旬感エクスタシー 18（2010年7月25日、ARK）
- DE LUCK（2011/、オルスタックピクチャーズ）
- 湯けむりおっぱい（2011/、オルスタックソフト販売）
- エロキュート2（2012年5月30日、オルスタックピクチャーズ）
- 密着（2012年11月28日、オルスタックピクチャーズ）
- エロキュート3（2013年3月28日、オルスタックピクチャーズ）
- エロキュート4（2014年3月28日、オルスタックピクチャーズ）
- 湯けむりの女たち 其の弐（2014年5月29日、オルスタックピクチャーズ）
- Eternal/希志あいの（2016年3月30日、オルスタックピクチャーズ）

### アダルトビデオ
2008年
- 現役アイドルユニットメンバー 希志あいのデビュー（2月22日、アリスJAPAN）
- New Comer 希志あいの（3月14日、マックス・エー）
- 超カメラ目線主義!! 希志あいの（4月11日、アリスJAPAN）
- School days 希志あいの（5月9日、マックス・エー）
- 現役アイドルのセックスライフ（6月13日、アリスJAPAN）
- 淫口（7月11日、マックス・エー）
- 風俗で現役アイドル希志あいのとしたいっ!（8月8日、アリスJAPAN）
- 制服狩り（9月12日、マックス・エー）
- 悶絶アイドルナース責め（10月10日、アリスJAPAN）
- Max Caféへようこそ! 希志あいの（11月14日、マックス・エー）
- 現役アイドル《希志あいの》の素人男優オーディション（12月12日、アリスJAPAN）

2009年
- 女教師狩りin希志あいの（1月9日、マックス・エー）
- 憧れの競泳水着インストラクター 希志あいの（2月13日、アリスJAPAN）
- 希志あいのプロデュース企画作品 希志あぁ〜い〜の（3月13日、マックス・エー）
- 出会って4秒で合体 希志あいの（4月10日、アリスJAPAN）
- あいのしかできない究極のベロチュー（5月8日、マックス・エー）
- 終わらないお掃除フェラ（6月12日、アリスJAPAN）
- 連続絶頂イカせFUCK 希志あいの（7月24日、マックス・エー）
- OLのエッチなお仕事 希志あいの（8月14日、アリスJAPAN）
- ちょっと危ない裏道デート〜渋谷編〜 希志あいの（9月25日、マックス・エー）
- 犯られまくる淫乱OL25人（9月25日、マックス・エー）
- 希志あいの、本日性感開発します。（10月9日、アリスJAPAN）
- 希志あいのを調敎するプログラム（11月27日、マックス・エー）
- 会心の一撃顔射 希志あいの（12月11日、アリスJAPAN）

2010年
- 強制ワイセツ痴漢 （1月22日、マックス・エー）
- セル初!あいのり （2月1日、アイデアポケット）
- 希志あいの×ハイパーエスワンスペシャルVol.1 〜セル解禁〜 （2月19日、エスワン）※Blu-ray版同時発売
- 先生と犯りたい!女教師狩り BEST （2010年2月26日、マックス・エー）
- 希志あいのの濃厚な接吻とSEX （3月1日、アイデアポケット）※Blu-ray版同時発売
- 終わらない潮吹き!連続絶頂イカせFUCK BEST 8時間 2枚組 （2010年3月12日、マックス・エー）
- 希志あいのハイパーエスワン スペシャルVol.2〜妄想エッチ〜 （4月7日、エスワン）
- 学校でしようよ!（5月1日、アイデアポケット）
- ヴァギナでイカせて （6月7日、エスワン）
- DIGITAL CHANNEL DC71 （7月1日、アイデアポケット）
- IP PLATINUM GIRLS COLLECTION 2010 （8月1日、アイデアポケット）
- 淫語のくちづけ〜おしゃべり愛撫に下品なベロキス〜（8月7日、エスワン）
- カテキョ カワイイ顔してとってもスケベな家庭教師 （9月1日、アイデアポケット）
- 希志あいのの騎乗位スペシャル （10月7日、エスワン）
- BEAUTY VENUS 3（11月1日, アイデアポケット）希崎ジェシカ※Blu-ray版同時発売
- 上の部屋に住むエッチなお姉さんは希志あいの （2010年12月7日、エスワン）

2011年
- 見つめ合って感じ合う情熱SEX 希志あいの （1月1日、アイデアポケット）
- 夫の目の前で犯された若妻 （2月7日、エスワン）
- ゴージャスオナニーサポート アナタのオナニーをお手伝いします （3月1日、アイデアポケット）
- ものすごい顔射 （4月7日、エスワン）
- 生徒会長がメイドちゃん （5月1日、アイデアポケット）
- スローに流れる密着接吻セックス 超長回しスペシャル （6月7日、エスワン）
- 僕とあいのの甘〜い性活（7月1日、アイデアポケット）
- IPファン感謝企画！希志あいのとシテみませんか？ （8月1日、アイデアポケット）
- 彼氏の前で犯されたワタシ… （9月1日、アイデアポケット）
- あいののクチビル性交 （10月1日、アイデアポケット）
- キッシー3姉妹 （11月1日、アイデアポケット）
- 希志あいの×カンパニー松尾 （12月1日、アイデアポケット）

2012年
- I KNOW? 愛の騎士 （1月1日、アイデアポケット）
- 瞬殺!一撃バズーカ顔射 （2月1日、アイデアポケット）
- 断り切れずにヤラせちゃう女 私押しに弱いんです （3月1日、アイデアポケット）
- 狙われたOL…ストーカー痴漢 （4月1日、アイデアポケット）
- これぞ楽園!街でウワサの大人限定保育園 （5月1日、アイデアポケット）
- 夫の目の前で犯されて （6月1日、アイデアポケット）
- 世界最高級ソープへようこそ （7月1日、アイデアポケット）
- 地味女?モテ女?あいの1/2 （8月1日、アイデアポケット）
- あいのとしっぽり温泉ハメ旅行 （9月1日、アイデアポケット）
- いきなりSEX えっ? 今ここでですか? （10月1日、アイデアポケット）
- IP PLATINUM GIRLS COLLECTION 2012 （11月19日、アイデアポケット）
- 希志あいのエスワン12時間SpecialBox  （12月7日、エスワン）※単体ベスト作品、Blu-ray版同時発売
- デリバリーSEX アナタの自宅に希志あいのをお届けします （12月19日、アイデアポケット）

2013年
- ハニートラップ（1月19日、アイデアポケット）
- 希志あいのとヴァーチャルデート（2月19日、アイデアポケット）
- 美少女精士アイノタン（3月19日、アイデアポケット）
- 犯された美人過ぎる女教師（4月19日、アイデアポケット）
- 秘密女捜査官〜淫悦の罠に囚われし美人エージェント〜（5月19日、アイデアポケット）
- 僕とRioとあいのの甘すぎる同棲性活（6月19日、アイデアポケット）※Blu-ray版同時発売
- あいの先生の誘惑授業（7月19日、アイデアポケット）
- 激ピストン あいのがイクまで腰を振るのを止めない!（8月19日、アイデアポケット）
- LOVE SEMEN（9月19日、アイデアポケット）
- 彼女の姉貴とイケナイ関係（10月19日、アイデアポケット）
- 快感スパイラル あいのをイカせてイカせてイカせまくり!（11月19日、アイデアポケット）
- 食べ歩き!? No No! ヤリ歩きSEX（12月19日、アイデアポケット）

2014年
- 野外SEXしようよ! 希志あいの（1月19日、アイデアポケット）
- 感汁女 開放された性欲 希志あいの（2月19日、アイデアポケット）
- 隣のお姉さんがこんなにスケベなんて 希志あいの（3月19日、アイデアポケット）
- オレ専用家政婦 希志あいの（4月19日、アイデアポケット）
- 大乱交 希志あいの（5月19日、アイデアポケット）
- 犯された希志あいの 慟哭の快楽 屈辱の8時間（6月1日、アイデアポケット）※単体ベスト作品、Blu-ray版同時発売
- うちの妻を犯して下さい 希志あいの（6月19日、アイデアポケット）
- BEACHY VENUS 希志あいの 希島あいり 希美まゆ（7月1日、アイデアポケット）※AV OPEN2014スーパーヘビー級エントリー作品
- 独占!希志あいの ヴァーチャルレイプ（8月19日、アイデアポケット）
- 希志あいの 180分本指名 極上風俗4本番（9月19日、アイデアポケット）
- ランジェリーの女神（10月19日、アイデアポケット）※Blu-ray同時発売
- 限界ギリギリアクメ 怒涛の180分SPECIAL 希志あいの（10月20日、アイデアポケット）
- 美人図書館員の消したい過去 希志あいの（11月20日、アイデアポケット）
- 蜜月不倫旅行 最後の夜と最初の夜 希志あいの（12月19日、アイデアポケット）

2015年
- 希志あいの 100SEX 24時間（1月19日、アイデアポケット）※単体ベスト
- 監禁され犯された美人キャビンアテンダント（2月19日、アイデアポケット）
- 壮絶なるノーカットSEX 衝撃の190分（3月19日、アイデアポケット）
- エスカレートする兄嫁の過激な誘惑（4月19日、アイデアポケット）
- スキャンダル ナンパお持ち帰りされた希志あいの 盗撮映像そのままAV発売!（5月19日、アイデアポケット）
- 僕だけの希志あいの キッシーと見つめ合う完全主観8時間（6月1日、アイデアポケット）※単体ベスト
- 絶弾の儚き女捜査官（6月19日、アイデアポケット）
- 噂のエレベーターガールの昇天（上）への誘い（7月19日、アイデアポケット）
- 愛人協定 美人令嬢妻に絡みつく逃れられない黒い糸（8月19日、アイデアポケット）
- ハメられた新人美女RQ 断り切れず枕営業を虐げられる美裸体（9月19日、アイデアポケット）
- タイトスカート女教師の魅惑なお誘い（10月19日、アイデアポケット）
- 敏腕オンナ上司を犯ル!（11月19日、アイデアポケット）
- ありがとう 希志あいの引退SP（12月19日、アイデアポケット）※Blu-ray版同時発売

2019年
- 引退 -FINAL IMPRESSION- 最後の激情6本番 史上初の5時間30分!2枚組超大作スペシャル!! (12月13日、アイデアポケット)-希崎ジェシカの引退作

### オムニバス作品
2008年
- MAX GIRLS 3 卒業編 （3月14日、マックス・エー）
- MAX GIRLS 5 （5月6日 マックス・エー）
- MAX GIRLS 7 オリンピック編 （7月11日 マックス・エー）
- MAX GIRLS Anniversary 2枚組8時間130連発ッ!!（12月5日 マックス・エー）

2009年
- MAX GIRLS 13 顔射祭 （1月9日 マックス・エー）
- MAX GIRLS 15 拘束イジメ10連発! （3月6日 マックス・エー）
- MAX GIRLS 17 ペロちゅう×FUCK （5月8日、マックス・エー）
- MAX GIRLS 19 ローションxビキニ （7月10日 マックス・エー）
- MAX GIRLS 21 アメスク×FUCK （9月11日 マックス・エー）
- 犯られまくる淫乱OL25人 （9月25日、マックス・エー）
- MAX GIRLS 23 金ビキニ×ズラしハメ （11月13日 マックス・エー）

2010年
- MAX GIRLS 25 制コレ×FUCK （1月8日 マックス・エー）

### バラエティビデオ
- かすみレディオ*6（2010/05/03、つくばテレビ）
- かすみレディオ*7（2010/05/03、つくばテレビ）特典：かすみレディオ1
- かすみレディオ*8（2010/09/18、つくばテレビ）特典：みひろの替え歌メドレー。みひろと果穂の感想と出会い。やわ肌英語塾の撮影風景など。
- かすみレディオ10（2011/03/27、つくばテレビ）特典：放送未公開映像。
- かすみレディオ11（2011/08/03、ポニーキャニオン）
- かすみレディオ　ベストセレクション（2011/08/03、ポニーキャニオン）
- かすみレディオ　番外編〜かすみとキシオのグアム旅行〜（2011/12/21、ポニーキャニオン）
- あいの恋文 第1章（ 2011/03/09、つくばテレビ）
- あいの恋文 第二章（ 2011/04/30、つくばテレビ）
- あいの恋文 第三章（ 2011/05/31 、つくばテレビ）
- あいのエチュード　第一幕（2011/08/03、ポニーキャニオン）
- あいのエチュード　第二幕（2011/12/21、ポニーキャニオン）
- あいのエチュード　第三幕（2012）
- あいのエチュード　第四幕（2012）
- あいのエチュード　第五幕（2013/01/16、ポニーキャニオン）
- あいのエチュード　第六幕（2013）
- あいのエチュード　第七幕
- あいのエチュード　第八幕（2014）
- みっひーランド5 （2011/12/21、ポニーキャニオン）5に第1回セクシー女優総選挙収録
- たびとも かすみ果穂×希志あいの（2012/01/29、つくばテレビ）
- ヴィーナス・フューチャーかすみ果穂2（2012年4月15日、つくばテレビ）
- ヴィーナス・フューチャー希志あいの2（2012年4月15日、つくばテレビ）・・・第2回かすみレディオオフ会収録
- みっひーランド8（2012年7月18日、ポニーキャニオン）8に第2回セクシー女優総選挙収録
- かすみレディオ14（2012年7月18日、ポニーキャニオン）
- 僕の彼女がエロい訳（2012年）
- ハワイで希志レディオ（2013/01/16、ポニーキャニオン）
- 24時間かすみレディオDVD-BOX 下巻（2013/01/16、ポニーキャニオン）・・・深夜のAV座談会、生あさだち♂テレビ、かすみのまんま後編、生かほのエチュード収録
- みっひーランド Vol.11（2013/01/16、ポニーキャニオン）
- たびとも　かすみ果穂×希志あいの　那須高原の旅　前編（2013年、つくばテレビ）
- たびとも　かすみ果穂×希志あいの　那須高原の旅　後編（2013年、つくばテレビ）
- かすみレディオ17（2013/08/21、ポニーキャニオン）・・・レギュラー版かすみレディオ＃。
- 24時間かすみレディオ2013 DVD-BOX （2014）
- かすみレディオ18(2014年2月1日、つくばテレビ)
- ヴィーナス・フューチャー希島あいり/泣き虫きじー（2014年、つくばテレビ）
- ときめきパラダイス(かすみTVスペシャル 其の2)KKかすみ航空スチュワーデス物語(2014/02/27、オルスタックソフト販売)
- ときめきパラダイス(かすみTVスペシャル 其の3)KKかすみ観光バスガイド物語(2014/03/28、オルスタックソフト販売)
- かすみレディオ19(2014/8/1、つくばテレビ)
- かすみTVDX Vol.1（2014年12月26日予定、オルスタックソフト販売）
- かすみTVDX Vol.2（2014年12月26日予定、オルスタックソフト販売）
- かすみTVDX Vol.3（2015年1月29日予定、オルスタックソフト販売）
- かすみTVDX Vol.4（2015年1月29日予定、オルスタックソフト販売）

- かすみレディオVol.21(2015年、つくばテレビ)
- SPICE×BOYS　Vol.1(2015年、つくばテレビ)
- たびとも希志あいの卒業旅行(2016年、つくばテレビ）
- かすみレディオVol.26(2016年、つくばテレビ)

## 出演

### バラエティ
- ゴッドタン「第4回キス我慢選手権」 （2008年7月30日、テレビ東京）
- スカパーエンタ!371かすみレディオ(準レギュラー)
- すすきの天国 よるたま〜北海道”うまいっしょリポート”なまらっ!!満腹女神〜 （2009年、テレビ北海道）
- ちょいとマスカット!（2010年4月7日 - 2010年9月29日 、テレビ東京）
- ヴィーナス・フューチャー #79（2010年、エンタ!371）
- 音流（2010年7月2日・2012年3月23日、テレビ東京）
- おねだりマスカットDX!（2010年10月6日 - 2011年9月28日、テレビ東京）
- めちゃ×2イケてるッ!（2010年10月9日・2011年9月17日、フジテレビ）
- ロンブー淳の一攫千金＄ジャックポッド（2010年11月13日、日本テレビ）
- 魁!音楽番付（2010年12月22日、フジテレビ）
- 業界LOVESTORY〜だからテレビはおもしろい〜（2011年5月4日、東海テレビ）
- あいの恋文（2009年1月 - 2009年12月 、スカパー!(エンタ!371)）
- きしめぐ。（2010年4月 - 2010年12月 、スカパー!(エンタ!371)）
- あいのエチュード（2011年1月 -2014年11月 、スカパー!(エンタ!371)）
- おねだりマスカットSP!（2011年10月5日 - 2013年3月30日、テレビ東京）3代目リーダー
- セクシー女優総選挙（エンタ!371、エンタ!959）
  - 第1回（2011年11月）あいのチーム
  - 第2回（2012年4月）
  - 第3回（2012年9月）
  - 第4回（2013年2月、エンタ!959）[12]）
- 月刊MelodiX!（2012年3月24日、テレビ東京）
- 24時間かすみレディオ（2012年8月11日 - 2012年8月12日 、エンタ!371）※27時間生放送
- 24時間かすみレディオの裏側（2012年9月 、エンタ!371）

- たびとも（エンタ!959）グアム、ハワイ、那須高原
- レギュラー版かすみレデイオ（#6,7,10、24、25、31、45）
- パチンコ女学園（2013年7月8日 - 12月16日、テレビ埼玉）
- 24時間かすみレディオ2013（2013年9月28日 - 29日 、エンタ!959）
- かすみTVDX[リンク切れ]（2013年11月5日 - 2014年1月、千葉テレビ）
- 月刊 かすみ果穂（2014年3月、エンタ!959）
- 泣き虫きじー(2014年3月、エンタ!959）
- SPICE×BOYS(2014年12月 - 2015年12月、エンタ!959)
- マスカットナイト（2015年11月4日・11月11日、テレビ東京）
- 24時間希志あいの引退特別編成（2015年12月、エンタ!959）
  - AV業界座談会～きっしーお疲れ様～
- 36時間かすみ果穂＆上原亜衣引退特別編成（2016年4月16日、エンタ!959）
- たびとも　希崎ジェシカ卒業旅行～後編（2020年2月2日、エンタ!959）

### CM
- ラムタラ

### 映画
- 新任女教師 劇場版 （2008/04/22、ティーエムシー）
- パチスロバトラーさくら（2009年レンタル、シネマファスト） - 主演、Vシネマ
- 女闘牌伝 王牌に愛された千鳥積み（2009年レンタル、シネマファスト） - 主演、Vシネマ
- 包丁勝負 女板・桜（2009年レンタル、シネマファスト） - 主演、Vシネマ
- サムライプリンセス 外道姫 （2009年） - 主演
- ヤンキー女子高生2〜神奈川最強伝説（2009/10/25、GPミュージアムソフト） - 主演
- ラバーズ〜覆う女〜 （2010年） - 主演
- インキュバス 夢に犯された女 （2011/01/07、アルバトロス）
- ドメスティック・サディステック BOX（2011/01/07） - W主演：浜田翔子
- ドメスティック 完結編（2011/01/07、） - W主演：浜田翔子
- ドメスティック（2011/01/07、） - W主演：浜田翔子
- ヒン子のエロいい話（2011/04/22、オデッサ・エンタテインメント）
- けっこう仮面 新生（2012年6月2日） - 主演。
- 上島ジェーンビヨンド(2014年)
- メイドロイド 日本製人造家政婦（THE MAIDROID）（2014年、韓国） - ピンキー 役[13]
- マッドムービー 遊園地残酷迷宮（2015年、韓国） - サオリ 役[14]

### ミュージックビデオ
- Ms. OOJA「会いたい feat. EL LATINO」 （2010年）
- 恵比寿マスカッツ「NO VICTORY WITHOUT DREAM」（2022年5月25日、ドリーミュージック）OGとして出演

### 携帯サイト
- アイドルがイッパイ (アイパイ)

### ラジオ番組
- 品川近視クリニックpresentsプレラジ（2010年、ラジオ日本）

### パチンコ
- CRジューシーハニー（2014年12月、サンセイアールアンドディ）
- PジューシーハニーH（ハーレム）（2023年5月、サンセイアールアンドディ）

## 出版
- 焦らしセックス〈ベスト新書〉（2009年10月9日、ベストセラーズ）ISBN 978-4584122532

### 写真集
- 愛のはじまり（2007年8月24日、彩文館出版、撮影：木村智哉）ISBN 978-4-7756-0237-9
- 愛の旅路‐Bon Voyage（2007年12月18日、双葉社、撮影：篠原潔）ISBN 978-4-575-30011-6
- I KNOW X（2008年12月、彩文館出版、撮影：岡克己）ISBN 978-4775603567

### トレーディングカード
| タイトル                                          | 発売日         | 発売元 | 備考                                 |
| ------------------------------------------------- | -------------- | ------ | ------------------------------------ |
| AVCジューシーハニーVol.14                         | 2010年9月25日  | ミント | ほか出演者：明日花キララ、つぼみ     |
| AVCジューシーハニーVol.17                         | 2011年9月3日   | ミント | ほか出演者：天海つばさ、原田明絵     |
| AVCジューシーハニーVol.18                         | 2012年2月18日  | ミント | ほか出演者：希崎ジェシカ、初音みのり |
| AVCジューシーハニーEX 希志あいの ビーナス VERSION | 2012年7月21日  | ミント |                                      |
| AVCジューシーハニーEX 希志あいの なでしこ VERSION | 2012年7月21日  | ミント |                                      |
| AVCジューシーハニープレミアムエディション2012     | 2012年12月22日 | ミント | ほか出演者：希美まゆ、初音みのり     |
| AVCジューシーハニーランジェリースペシャル2        | 2013年12月22日 | ミント | ほか出演者：希島あいり、かすみ果穂   |
| AVCジューシーハニーVol.28                         | 2014年10月12日 | ミント | ほか出演者：波多野結衣、白石茉莉奈   |

### グラビア
- 希志あいの撮り下ろしWEB写真集 「あいのラブレター」（2009年5月15日、撮影：マキハラススム）

## 音楽作品

### アルバム
| 枚                                                                 | 発売日                                                             | タイトル                                                           | 規格品番                                                           | 規格品番                                                           | オリコン 最高位                                                    |                                                                    |
| 枚                                                                 | 発売日                                                             | タイトル                                                           | 初回限定盤                                                         | 通常盤                                                             | オリコン 最高位                                                    |                                                                    |
| アイドルユニット「きっす。」（希志あいの、希崎ジェシカ、希美まゆ） | アイドルユニット「きっす。」（希志あいの、希崎ジェシカ、希美まゆ） | アイドルユニット「きっす。」（希志あいの、希崎ジェシカ、希美まゆ） | アイドルユニット「きっす。」（希志あいの、希崎ジェシカ、希美まゆ） | アイドルユニット「きっす。」（希志あいの、希崎ジェシカ、希美まゆ） | アイドルユニット「きっす。」（希志あいの、希崎ジェシカ、希美まゆ） | アイドルユニット「きっす。」（希志あいの、希崎ジェシカ、希美まゆ） |
| ------------------------------------------------------------------ | ------------------------------------------------------------------ | ------------------------------------------------------------------ | ------------------------------------------------------------------ | ------------------------------------------------------------------ | ------------------------------------------------------------------ | ------------------------------------------------------------------ |
| 1st                                                                | 2012年6月27日                                                      | TOUCH MY S.P.O.T. Super Pachinko Oriented Tracks                   | KICS-91714                                                         | KICS-1714                                                          | 圈外                                                               |                                                                    |

### 配信楽曲
| 配信日 | 商品名              | 歌                             | 楽曲            | タイアップ                                         |
| 2012年 | 2012年              | 2012年                         | 2012年          | 2012年                                             |
| ------ | ------------------- | ------------------------------ | --------------- | -------------------------------------------------- |
| 6月6日 | DOKIDOKI GIRLS SPOT | 希志あいの                     | 「Girl's Spot」 | パチンコ『CRドキドキガールズスポット』テーマソング |
| 6月6日 | DOKIDOKI GIRLS SPOT | 希志あいの、範田紗々、原紗央莉 | 「Sin」         | パチンコ『CRドキドキガールズスポット』             |